# Духовский сельский совет (Лубенский район)
Духовский сельский совет (укр. Духівська сільська рада) — входит в состав
Лубенского района
Полтавской области
Украины.
Административный центр сельского совета находится в 
с. Духово.

## Населённые пункты совета
- с. Духово
- с. Гонцы
- с. Карпиловка